# Vasopresseur
Un vasopresseur, ou anti-hypotenseur, est un médicament qui permet d'augmenter une pression artérielle diminuée. Certains vasopresseurs agissent en tant que vasoconstricteurs pour augmenter la résistance périphérique totale, d'autres sensibilisent les adrénorécepteurs aux catécholamines — les glucocorticoïdes, et la troisième classe permet d'augmenter le débit cardiaque (dopamine, dobutamine).
Si la diminution de la pression artérielle est due à une perte de sang, alors les solutions de remplissage vasculaire vont augmenter la pression artérielle sans aucun effet vasopresseur direct. Le concentré de globules rouges, le plasma ou le sang total ne doivent pas être utilisés uniquement pour un remplissage vasculaire ou augmenter la pression oncotique, mais uniquement s'il y a une diminution de la capacité de transport d'oxygène ou une coagulopathie. D'autres causes d'hypovolémie absolue (déshydratation, perte de plasma par une plaie/traumatisme) ou relative (pertes de l'espace trans-cellulaire) peuvent aussi être corrigées par des vasopresseurs, dans ce cas, les produits sanguins sont utilisés en cas d'anémie importante.

## Classification
Les vasopresseurs peuvent être classifiés de la façon suivante :
- Sympathicomimétiques
  - Adrénaline
  - Noradrénaline hydrotartrate
  - Phényléphrine ( Mesaton )
  - Dobutamine
  - Dopamine
  - Éphédrine hydrochloride
  - Midodrine
  - Amezinium

- Médicaments myotropiques
- Angiotensinamide

- Dérivés du S-alkylisothiouronium
  - Difetur
  - Izoturon
- Glucocorticoïdes et minéralocorticoïdes
  - Hydrocortisone
  - Prednisone, Prednisolone
  - Dexaméthasone, Bétaméthasone
  - Fludrocortisone
- Analeptiques
  - Bemegride
  - Caféine
  - Camphor
  - Cordiamine
- Psychotropes
  - Amphétamine
  - Atomoxétine
  - Bupropion
  - Duloxétine
  - Méthamphétamine
  - Méthylphénidate
  - Réboxétine
  - Venlafaxine
- Agents inotropes positifs
  - Cardiaques glycosides
    - Strophantine K
    - Corglycon
    - Digoxine

  - Autres
  - Amrinone
  - Milrinone